# Sergio Armin Vásquez Muñoz
Sergio Armin Vásquez Muñoz (Coatepec, Veracruz de Ignacio de la Llave, 1972) es un escritor y periodista  mexicano

## Biografía
Sus padres son originarios del estado de Chiapas y sus abuelos de la República de Guatemala.
Es egresado de la Licenciatura en Gestión y Administración Municipal, de la Universidad Popular Autónoma de Veracruz, y cursó la Maestría en Gobierno y Administración Pública.
Ha incursionado en la educación, la literatura, el periodismo cultural y las artes gráficas.
Actualmente, es promotor de actividades a favor del medio ambiente. Su propuesta es la formación del "ciudadano sustentable", bajo el lema "No necesitas salir de tu casa para cuidar el medio ambiente", que busca conseguir que cada ciudadano sea responsable en su quehacer y entorno, para favorecer el cuidado del agua, la energía, las áreas verdes y el manejo inteligente de la basura.
En el área de la educación, realizó estudios en la Facultad de Pedagogía del Sistema de Enseñanza Abierta (SEA) de la Universidad Veracruzana, así como en la Universidad de Xalapa, la Universidad Hernán Cortés y la Universidad Cristóbal Colón, del Puerto de Veracruz.
Ha ejercido la docencia en diferentes instituciones, como la Universidad Hernán Cortés, el Instituto Científico Motolinía, el Instituto de Capacitación Profesional de Recursos Humanos, la escuela primaria "Heraldos de Xalapa", así como en diferentes centros de desarrollo infantil en Xalapa, Veracruz.
Fue coordinador del proyecto editorial “Educarte”, del Sistema Abierto de la Facultad de Pedagogía de la Universidad Veracruzana (UV).

## Literatura
En el terreno literario, realizó estudios en la Facultad de Letras Españolas de la Universidad Veracruzana. Recibió en dos ocasiones (1994 y 1995) la beca del programa “Jóvenes Creadores”, que el Gobierno del Estado de Veracruz otorga a través del Instituto Veracruzano de Cultura. Fue integrante de diferentes círculos literarios y participó en encuentros de escritores jóvenes en la Facultad de Ciencias Políticas de la Universidad Nacional Autónoma de México, en México, D.F.; en el Instituto Veracruzano de Cultura, del puerto de Veracruz; en el Jardín Borda, en Cuernavaca; en el Instituto Aguascalentense de la Juventud, en Aguascalientes, Ags.; en la biblioteca "Jaime Sabines" de Tuxtla Gutiérrez, Chiapas, así como en diferentes centros de estudios del vecino país de Guatemala. Su creación narrativa ha sido recopilada en antologías y medios impresos locales, estatales y nacionales.

## Periodismo
En lo que a periodismo se refiere, fue coordinador del suplemento literario de Gráfico de Xalapa, además de ser editor de suplementos y secciones en diferentes medios impresos. Fue miembro del consejo editorial de la revista Anónimos Suburbios y jefe de comunicación social de la empresa Distribuidora Conasupo de Veracruz, S.A de C.V.
Ha colaborado en diferentes programas de Radio Universidad Veracruzana y participó en el encuentro "Espacio Televisa" del año 2002, en Pachuca, Hidalgo, con la representación del Instituto de Capacitación de Recursos Humanos y la Universidad Hernán Cortés.
En las artes gráficas ha incursionado en el diseño gráfico y la fotografía, mediante ensayos fotográficos del Valle de Uxpanapa, Zongolica y la Sierra de Huayacocotla, cuyos derechos de autor son propiedad de fundaciones y patronatos de apoyo.
En 1995, fue candidato al Premio al Mérito Juvenil del Gobierno del Estado de Veracruz.
- Datos: Q6125329